# Bachillerato de Bellas Artes de La Plata
El Bachillerato de Bellas Artes "Prof. Francisco A. De Santo" es uno de los cuatro colegios secundarios dependientes de la Universidad Nacional de La Plata (junto al Colegio Nacional Rafael Hernández, el Liceo Víctor Mercante y la Escuela Agraria "M.C. y N.L. Inchausti", este último en 25 de Mayo, Provincia de Buenos Aires).

## Reseña histórica
El Bachillerato de Bellas Artes "Prof. Francisco A. De Santo" fue creado por la iniciativa de un grupo de profesores de la Escuela Superior de Bellas Artes (hoy Facultad de Artes), quienes posibilitaron la transformación de la Escuela de Dibujo de la Universidad en un Bachillerato especializado. Sus comienzos se remontan al año 1949 con la creación, dentro del área de Extensión, del Ciclo Básico, que incorporaba alumnos de escuelas primarias en los últimos tres años. Con el surgimiento de este curso se generaba un sistema que se alimentaba a sí mismo puesto que los alumnos pasaban primero por el Ciclo Básico, luego por la Escuela de Dibujo y después por la Escuela Superior de Bellas Artes. En 1956 esta configuración se regulariza creándose el Bachillerato de Bellas Artes, que contaba con una sede propia en el edificio de la Escuela Superior de Bellas Artes.

Estudiantes del Ciclo Básico en una clase de modelado (mediados del).

El primer plan de estudios fue aprobado en 1959, estableciéndose tres orientaciones: Dibujo Técnico, Dibujo Artístico y Música. Para recuperar la salida laboral que la Escuela de Dibujo brindaba con su profesorado "secundario" se crea, entre 1960 y 1961, el Magisterio dentro del Bachillerato, el cual habilitaba para el ejercicio de la docencia en el nivel primario en las especialidades de plástica y música.
En 1974 la Escuela Superior de Bellas Artes es elevada a Facultad y desde ese mismo año el Bachillerato pasa a depender directamente de la Presidencia de la Universidad. Al año siguiente se dispone que el Ciclo Básico esté a cargo de la institución lo cual lleva a la discusión por el espacio físico propio, que da como resultado el traslado al lugar que ocupa actualmente.

Clase de pintura en el curso básico para niños (mediados de).

En cuanto a su nombre "Francisco Américo De Santo", fue elegido por los docentes en 1978 como un paso necesario para volver al espíritu inicial (perdido durante la dictadura), y como un reconocimiento a uno de sus maestros fundadores.
En 1988 se organizan las comisiones para modificar el plan de estudios impuesto durante el gobierno militar en los colegios dependientes de la Universidad. Aunque esos primeros intentos fallaron, en 1992 la Dirección del Bachillerato de Bellas Artes retoma estética y se revive el espíritu de sus fundadores.

### Nueva sede del Bachillerato de Bellas Artes
Con el financiamiento del Ministerio de Infraestructura de la Provincia de Buenos Aires, la Universidad construyó la nueva sede del Bachillerato de Bellas Artes. El edificio fue bautizado “Noche de los lápices”. Cuenta con aulas genéricas, salas de PC, laboratorios, una biblioteca, un auditorio para 190 personas, aulas de música, aulas individuales de instrumento, aulas-taller de gran dimensión para artes plásticas y un aula de orquesta ya que estas comprenden la segunda y tercera fase de la construcción.
El Presidente de la UNLP, Dr. Fernando Tauber y la ministra de Infraestructura de la provincia de Buenos Aires, María Cristina Álvarez Rodríguez, firmaron un convenio de licitación para la construcción de la sede del Bachillerato de Bellas Artes. “Este es un hecho trascendente para la Universidad, no sólo por la obra en concreto sino por el valor simbólico que esta institución tiene para la ciudad de La Plata”, destacó Tauber. El nuevo edificio se inauguró el 18 de marzo de 2013 y las obras finalizaron en 2023.
El nuevo edificio está localizado en el ex Distrito Militar, en la esquina de diagonal 78 y calle 10.
El Secretario de Planeamiento, Obras y Servicios de la UNLP, arquitecto Guillermo Salvador Nizan, describió que “el proyecto del edificio “Noche de los lápices” tiene por objeto albergar de manera más eficiente en función a capacidad y requerimientos de uso específicos y con mejor calidad ambiental, las actividades que hoy se desarrollan de modo disperso en las instalaciones del edificio ubicado en Plaza Rocha y compartido por la Facultad de Bellas Artes, la Radio Universidad y la Biblioteca Pública de la Universidad”.
La propuesta alberga 6 aulas genéricas para 40 alumnos, 6 aulas genéricas menores para 15 alumnos, 2 salas de PC para unos 30 puestos cada una, dos Laboratorios de ciencias exactas básicas, biblioteca, auditorio con un aforo para unas 190 personas, 8 aulas de música para 10 alumnos, 17 aulas individuales de instrumento, 1 aula de orquesta y/o coro, 6 aulas taller de gran dimensión para artes plásticas, bar y dependencias administrativas. Todo ello en relación directa —según los niveles de privacidad necesarios para cada actividad— con el patio del conjunto y una gran terraza para el desarrollo de actividades plásticas de gran envergadura.